# Adamo (album 1964)
Adamo è un album discografico del 1964 di Adamo.

## Tracce
Testi e musiche di Salvatore Adamo.
1. Tombe la neige – 2:55
2. Crier ton nom – 2:10
3. Sans toi ma mie – 2:45
4. Car je veux – 2:55
5. Amour perdue – 2:25
6. Fais-toi croque-mort – 2:25
7. Vous permettez, monsieur? – 3:00
8. N'est-ce pas merveilleux? – 2:25
9. En blue jeans et blouson de cuir – 3:00
10. Dans les vert de ses yeux – 3:00
11. Laissons dire – 2:00
12. J'aime une fleur – 2:25